# Snap Out of It
Singles de Arctic Monkeys
Arabella
(2014)
Snap Out of It est le sixième single du groupe de rock indépendant Arctic Monkeys issu de l'album AM et sorti le 9 juin 2014 sur les radios britanniques,. Le clip de Snap Out of It, réalisé par Focus Creeps et où l'on peut voir Stephanie Sigman, est sorti le 17 juin 2014.

## Personnel
Arctic Monkeys
- Alex Turner – Chant, guitare solo et rythmique
- Jamie Cook – Guitare solo et rythmique
- Nick O'Malley - Basse
- Matt Helders - Batterie, percussions, chœur

Autres
- James Ellis Ford – production, piano

## Classements
| Classement (2014)                             | Meilleure position |
| --------------------------------------------- | ------------------ |
| Belgique (Flandre Ultratop 50 Singles)        | 13                 |
| Belgique (Wallonie Ultratop 50 Singles)       | 35                 |
| Canada (Billboard Rock)                       | 31                 |
| Irlande (IRMA)                                | 68                 |
| Royaume-Uni Singles (Official Charts Company) | 82                 |
| Royaume-Uni Indie (Official Charts Company)   | 6                  |
| États-Unis (Rock Airplay)                     | 37                 |

## Historique des sorties
| Pays        | Date        | Format | Label                    |
| ----------- | ----------- | ------ | ------------------------ |
| Royaume-Uni | 9 juin 2014 | Radio  | Domino Recording Company |